# 于默奧
于默奧是位於瑞典北部西博滕省的一個城市及省会。于默奧是一座大學城，也是瑞典北部最大的城市，市中心人口約有8萬3千人，包含所屬市郊則有12萬多人。于默奧是瑞典的一個教育、技術和醫學研究中心，擁有兩所大學（于默奥大学以及瑞典农业科学大学）和超過4萬名學生。在過去的幾十年當中，于默奧是瑞典發展速度最快的城市，2014年于默奧和里加成为了为期一年的欧洲文化之都。

## 友好城市
- 芬兰瓦萨
- 挪威哈尔斯塔
- 丹麦赫尔辛格
- 德国维尔茨堡
- 俄罗斯彼得罗扎沃茨克
- 加拿大萨斯喀彻温省萨斯卡通
- 伊朗卡尚
- 英国牛津
- 中国西安